# Красносельская волость (Трубчевский уезд)
Красносе́льская волость — административно-территориальная единица в составе Трубчевского уезда.
Административный центр — село Красное.
Волость образована в ходе реформы 1861 года; являлась одной из крупнейших волостей уезда.
12 ноября 1910 года из Красносельской волости были выделены новообразованные Кокинская и Малфинская волости, а около 1917 года — также и Крестовская волость.
15 сентября 1919 года Красносельская волость была воссоединена с Крестовской волостью, при этом объединённая волость носила название Крестовской, хотя её центром являлось село Красное.
Ныне почти вся территория бывшей Красносельской волости входит в Выгоничский район Брянской области (за исключением небольшой части на северо-западе волости, входящей в Жирятинский район).